# Първа сграда на Ректората на Софийския университет
Първата сграда на Ректората на Софийския университет е построена за Първа мъжка класическа гимназия. В периода 1888 – 1934 години тук е Ректората на Софийския университет.
Със създаването на Висше училище (1888) и Университет (1904), в сградата се помещава Ректората. От създаването на Физико-математическото отделение (1889), преобразувано във факултет (1894), в сградата се помещава и Деканат и се провежда обучение по точни науки.
Сградата освен Ректората и администрацията на Висшето училище и Университет е служела за Деканат и обучение на студентите от Физико-математическия факултет, заедно с другата на същата улица „Московска“ № 13. Другите два факултета на Университета са се помещавали съответно в сградите на Историко-филологическия факултет на ул. „Московска“ № 11 и Юридическия факултет на ул. „Будапеща“ № 1 (бивша ул. „Тетевенска“ № 1).
От 1912 г. сградата служи само за Ректорат на Университета. През 1931 г. във връзка с изграждането на специална сграда на Ректората на Софийския университет /тържествено осветена на 16 декември 1934 г./, обучението по специалността „математика“ се провежда в сградата, след което при преструктуриранията на Софийския университет в годините 1940 – 1952 сградата приютявала обучението по разни университетски специалности, включително по „перспективните“ по онова време финансови и административни науки в Държавностопанския отдел на Юридически факултет (днес Стопански факултет и отделения УНСС).
От 1952 г. със създаването на специалност „журналистика“ сградата я помещава и е Деканат на Факултета по журналистика и масова комуникация.
През 2019 г. във връзка с наближаващия юбилей на 50-годишнината на факултета започва реализацията на проекта за доизграждане на западното крило на сградата на Факултета по журналистика и масова комуникация със специализирана зала за електронно аудио-визуално обучение със 140 места.